# Chloridolum perlaetum
Chloridolum perlaetum là một loài bọ cánh cứng trong họ Cerambycidae.